# Eckart Ratschow
Eckart Ratschow (* 25. März 1966) ist ein deutscher Jurist. Er ist seit dem 6. November 2008 Richter am Bundesfinanzhof.

## Leben und Wirken
Ratschow war nach Abschluss seiner juristischen Ausbildung zunächst für kurze Zeit als Rechtsanwalt tätig. 1998 trat er in den Justizdienst ein und war als Richter in der ordentlichen Gerichtsbarkeit eingesetzt. 1999 wechselte er an das Schleswig-Holsteinische Finanzgericht. Von 2004 bis 2006 war er als Wissenschaftlicher Mitarbeiter an den Bundesfinanzhof abgeordnet. Anschließend war er bis zur Ernennung zum Richter am Bundesfinanzhof als Referent im Bundesministerium der Justiz tätig.
Das Präsidium des Bundesfinanzhofs wies Ratschow dem VIII. Senat zu, der vornehmlich für die Besteuerung von Kapitaleinkünften sowie von selbständigen Einkünften natürlicher Personen und von Personengesellschaften zuständig ist. Ratschow war zudem von Dezember 2011 bis Februar 2014 Referent für Presse und Öffentlichkeitsarbeit des Bundesfinanzhofs.